# 马克·福斯特 (游泳运动员)
马克·福斯特（英語：Mark Foster，1970年5月12日—），英国男子游泳运动员。他曾代表英国参加1986年、1990年、1994年、1998年和2002年英联邦运动会游泳比赛，获得二枚金牌、一枚银牌和五枚铜牌。